# Boubacar Barry Copa
Pour les articles homonymes, voir Barry.
Boubacar Barry Copa, né le 30 décembre 1979 à Marcory (Abidjan), est un ancien footballeur international ivoirien qui évoluait au poste de gardien de but. Il est désormais entraîneur des gardiens.
Il compte au total 86 sélections en équipe nationale avec qui il est vainqueur de la Coupe d'Afrique des nations 2015 et finaliste des éditions 2006 et 2012.

## Biographie

### Ses débuts à Abidjan
Boubacar Barry Copa est né à Marcory (Côte d'Ivoire) dans une famille guinéenne d'origine peul de Dalaba au Fouta-Djalon.
Il a commencé à jouer au football dans les rues d'Abidjan. Il a fait un essai concluant au Stella Club d'Adjamé, un club de première division à Abidjan. Il rejoint les cadets et joue en tant que milieu de terrain.
Le 1er août 1995, il est accepté comme gardien de but à l'académie MimoSifcom (centre de formation des joueurs de l'ASEC Mimosas, situé à Abidjan) grâce au directeur général Jean-Marc Guillou, qui lui fait signer son premier contrat professionnel avec l'ASEC Mimosas en 1999,.
En novembre 2000, il signe avec le Stade Rennais, qui l'a repéré lors d'une tournée en France avec l'académie Mimosifcom en avril 1997.

### Rennes de 2000 à 2003
Copa Barry est allé à Rennes pour terminer ses études. Il signe une licence amateur pour jouer en CFA 2 avec l'équipe réserve ou  DH et participe parfois aux entraînements de l'équipe première. En novembre 2001, il signe son premier contrat professionnel de trois ans avec l'équipe première du Stade rennais. Il y côtoie des gardiens expérimentés comme Bernard Lama et Petr Čech,.

### Beveren de 2003 à 2007
En 2003, il rejoint le club belge KSK Beveren, où il devient gardien de but titulaire. En 2004, le club waeslandien, composé principalement de joueurs ivoiriens formés par l'Académie Jean-Marc Guillou (JMG) en partenariat avec le club belge, atteint la finale de la Coupe de Belgique et se qualifie finalement pour la Ligue des champions. En 2007, le club a connu une mauvaise saison et le partenariat avec l'Académie JMG a pris fin. Cela a entraîné un exode massif des joueurs ivoiriens de Beveren ainsi que de Barry Copa.

### Lokeren de 2007 à 2017
En juillet 2007, Barry Copa a signé un contrat de trois ans avec le Sporting Lokeren (D1 belge). En 2009, il a été nommé meilleur gardien de but de la Jupiler Pro League. L'Ivoirien a battu le Mouscronnois Marc Vollers et Silvio Proto (Germinal Antwerpen). Il a ensuite dédié son prix aux dizaines de victimes de la tragédie d'Abidjan, l'écrasement survenu lors d'un match international des Éléphants de Côte d’Ivoire le 29 mars 2009, qui a fait 19 morts.
La même saison, Copa termine deuxième de la compétition du Soulier d’ébène derrière Mbark Boussoufa d'Anderlecht. Il a marqué son premier but dans le groupe D1 belge le 3 mars 2012 lors du match Lokeren-Westerlo. Alors que le score était de 3-0 pour Lokeren, un penalty est accordé. Le public du stade Daknam a demandé au gardien de but de tirer, ce qui a donné le score final de 4-0.
Avec son club, le KSC Lokeren a remporté la Coupe de Belgique en 2012. La saison suivante, cependant, le club a connu une campagne européenne décevante, échouant à se qualifier pour les barrages de l'Europa League contre le Viktoria Plzen(2-1, 0-1). En 2014, le club du waeslandien remporte à nouveau la Coupe de Belgique, et la Copa voit cette fois la phase de groupe de l'Europa League après avoir éliminé Hull en barrages (1-0, 1-2).
En mai 2017, Lokeren a annoncé qu'après 10 ans à Ducknam, la collaboration avec Barry Kopa ne serait pas poursuivie.

### OH Louvain de 2017 à 2018
Sans contrat pendant tout l'été 2017, le gardien ivoirien finit par signer en D1B dans le club de Louvain. Après une semaine de tests, il signe un contrat portant sur deux saisons.

### Carrière internationale
Copa Barry intègre la sélection nationale de Côte d'Ivoire, le 18 juin 2000, à l'occasion du match Côte d'Ivoire - Tunisie.
Il participe aux Coupes du monde de 2006, 2010 et 2014.
En 2012, la Côte d'Ivoire atteint la finale de la CAN contre la Zambie. Copa n'encaisse pas un seul but de tout le tournoi, mais les Zambiens remportent finalement la compétition aux tirs au but.
En 2015, le gardien ivoirien n'est pas titulaire dans les cages des Éléphants, Hervé Renard lui préférant le jeune Sylvain Gbohouo. Mais, la blessure du nouveau titulaire propulse Copa dans le onze de base pour la finale contre le Ghana. Après avoir repoussé les assauts des Black Stars pendant 120 minutes, il détourne deux tirs ghanéens lors de la séance des tirs au but, et transforme son penalty pour proposer la CAN 2015 à la Côte d'Ivoire.
Dans la foulée, Barry Copa annonce qu'à 36 ans, il met un terme à sa carrière internationale,.

## Palmarès

### En équipe nationale
- 4ème place à la Coupe d'Afrique des Nations 2008.
- Finaliste de la Coupe d'Afrique des nations 2006 et de la Coupe d'Afrique des nations 2012
- Vainqueur de la Coupe d'Afrique des nations 2015

### En club
- Vainqueur de la Supercoupe de la CAF en 1999[11] et de ligue des champions
- Elu meilleur gardien de but de Belgique en 2009.
- Finaliste de la Supercoupe de Belgique 2012 et 2014 avec KSC Lokeren

### Distinctions personnelles
- Gardien de l'année 2009 avec le KSC Lokeren